# Фресно (Огайо)
Фресно (англ. Fresno) — переписна місцевість (CDP) в США, в окрузі Кошоктон штату Огайо. Населення — 140 осіб (2010).

## Географія
Фресно розташоване за координатами 40°19′51″ пн. ш. 81°44′19″ зх. д. / 40.33083° пн. ш. 81.73861° зх. д. (40.330802, -81.738627).  За даними Бюро перепису населення США в 2010 році переписна місцевість мала площу 0,60 км², уся площа — суходіл.

## Демографія
Згідно з переписом 2010 року, у переписній місцевості мешкало 140 осіб у 53 домогосподарствах у складі 39 родин. Густота населення становила 235 осіб/км².  Було 61 помешкання (103/км²).
Расовий склад населення:
| - 95,7 % — білих - 2,1 % — корінних американців |

До двох чи більше рас належало 2,1 %. Частка іспаномовних становила 0,0 % від усіх жителів.
За віковим діапазоном населення розподілялося таким чином: 30,0 % — особи молодші 18 років, 61,4 % — особи у віці 18—64 років, 8,6 % — особи у віці 65 років та старші. Медіана віку мешканця становила 32,5 року. На 100 осіб жіночої статі у переписній місцевості припадало 97,2 чоловіків;  на 100 жінок у віці від 18 років та старших — 100,0 чоловіків також старших 18 років.
Цивільне працевлаштоване населення становило 78 осіб. Основні галузі зайнятості: будівництво — 39,7 %, мистецтво, розваги та відпочинок — 10,3 %, оптова торгівля — 9,0 %, виробництво — 9,0 %.